# Liste der Baudenkmale in Altwarp
In der Liste der Baudenkmale in Altwarp sind alle denkmalgeschützten Bauten der vorpommerschen Gemeinde Altwarp und ihrer Ortsteile aufgelistet. Grundlage ist die Veröffentlichung der Denkmalliste des Kreises Uecker-Randow mit dem Stand vom 1. Februar 1996. 

## Baudenkmale nach Ortsteilen

### Altwarp
| ID | Lage                                                 | Bezeichnung | Beschreibung | Bild           |
| -- | ---------------------------------------------------- | --- | ------------ | -------------- |
|    | (Karte)                                              | Friedhof mit Grabstellen Schröder, Sprenger, Schu, Heyn, Hagen, Brandt, Sprenger, Spiegel-Lohn, Egner, Uecker und Rickmann |              | Weitere Bilder |
|    | (Karte)                                              | Sowjetischer Friedhof |              | Weitere Bilder |
|    | (Karte)                                              | Kirche und Glockenstuhl |              | Weitere Bilder |
|    | (Karte)                                              | Kriegerdenkmal 1914/18 (im sog. Nachtigallenwäldchen)                                                                      |              | Weitere Bilder |
|    | Seestraße 22 (Karte)                                 | Wohnhaus |              | Weitere Bilder |
|    | Seestraße 54 (Karte)                                 | Pfarrhaus mit Nebengebäuden                                                                                                |              | Weitere Bilder |
|    | Seestraße 60 (Karte)                                 | Wohnhaus |              | Weitere Bilder |
|    | Seestraße 76 (Karte)                                 | Wohnhaus |              | Weitere Bilder |
|    | Hafengasse 80 (Anschrift unter Seestraße 80) (Karte) | Wohnhaus |              | Weitere Bilder |
|    | Hafengasse 88 (Karte)                                | Wohnhaus mit Zaun |              | Weitere Bilder |
|    | Sandweg 134 (Karte)                                  | Wohnhaus |              | Weitere Bilder |

## Quelle
- Bericht über die Erstellung der Denkmallisten sowie über die Verwaltungspraxis bei der Benachrichtigung der Eigentümer und Gemeinden sowie über die Handhabung von Änderungswünschen (Stand: Juni 1997)